# سفارة الأردن في روسيا
سفارة الأردن في روسيا هي أرفع تمثيل دبلوماسي لدولة الأردن لدى روسيا. تقع السفارة في موسكو وهي تهدف لتعزيز المصالح الأردنية في روسيا.